# Гунґарія-керут (стадіон)
«Стадіон Гунґарія керут» (угор. Hungária körúti Stadion) — футбольний стадіон у Будапешті. На цьому стадіоні свої домашні матчі проводив клуб МТК (Будапешт) і Збірна Угорщини з футболу.

## Історія
Після того як МТК (Будапешт) почав набирати популярності у Будапешті, було вирішено побудувати для клубу стадіон. Про будівництво було оголошено в 1911 році. Навесні клуб отримав від мера міста земельну ділянку з символічною сумою для оренди в одну золоту корону. Витрати на будівництво були надані компанією Albréd Brüll, товариством з обмеженою відповідальністю на чолі з Альфредом Брюллом. Конструкції були підготовлені інженерами Елемером Голлом і Фрідьєшем Вернером. Обидві поздовжні сторони стадіону були оточені критими трибунами, що були з'єднані кам'яними сходами з роздягальнями та допоміжними приміщеннями під основним стендом. Розроблено атлетичну доріжку, придатну для організації міжнародних змагань навколо футбольного газону. 
Восени 1912 р. розпочалося будівництво клубної спортивної бази, яку спроєктував Карой Марковіц, її відкрили у грудні 1913 року. База містила зал для боротьби, фехтування, офіси та ресторан.
Стадіон зазнав шкоди під час Другої світової війни і був повністю відновлений після 1945 року.

## Футбольні матчі
Свій перший матч стадіон прийняв 31 березня 1912 року. 20 000 глядачів зібрались на гру чемпіонату Угорщини між МТК і «Ференцварошем», що завершилась перемогою господарів з рахунком 1:0, а єдиний гол у матчі забив англійський легіонер МТК Джо Лейн. У наступні роки клуб МТК проводив на стадіоні свої домашні матчі чемпіонату Угорщини, кубка Угорщини, кубка МІтропи.
Також стадіон неодноразово приймав фінальні матчі кубка Угорщини. Одним з найбільш пам'ятних став поєдинок 1932 року між «Ференцварошем» і «Уйпештом», у якому «зелено-білі» здобули рекордну перемогу для угорських кубкових фіналів з рахунком 11:1.
Перший матч національних збірних «Гунґарія керут» приймав 26 жовтня 1913 року. Збірна Угорщини перемогла в результативному матчі з рахунком 4:3 збірну Австрії. З 1913 по 1939 рік на стадіоні було проведено 39 міжнародних офіційних матчів збірної Угорщини. Серед них матчі кубка Центральної Європи, відбіркові матчі до чемпіонатів світу 1934 і 1938.
Ще один матч збірної Угорщини відбудований на місці «Гунґарія керут» стадіон приймав у 1990 році.